# Ultimate Diamond
Albums de Nana Mizuki
Great Activity
(2007) Impact Exciter
(2010)
Singles
Ultimate Diamond est le 7e album studio de la chanteuse et seiyū japonaise Nana Mizuki sorti le 3 juin 2009 sous le label King Records. C'est le premier album de la chanteuse qui arrive 1er à l'Oricon. Il se vend à 74 206 exemplaires la première semaine et reste classé 16 semaines pour un total de 104 902 exemplaires vendus. Le DVD contient deux chansons de son live Mizuki Nana Ooini Utau du 11 octobre 2008. Ses deux chansons sont des reprises Yozakura Oshichi de Fuyumi Sakamoto et Kawachi Otoko Bushi de Mitsuko Nakamura.

## Liste des titres
| 1.  | Maria&Joker (MARIA&JOKER)                                         | Hibiki          | Noriyasu Agematsu                                    | 4:12 |
| 2.  | Etsuraku Camellia (悦楽カメリア)                                  | Nana Mizuki     | Shogo Ohnishi                                        | 3:48 |
| 3.  | Perfect Smile (PERFECT SMILE)                                     | Hiroyuki Ito    | Hiroyuki Ito                                         | 3:23 |
| 4.  | Trickster                                                         | Nana Mizuki     | Noriyasu Agematsu                                    | 3:47 |
| 5.  | Mr.Bunny!                                                         | SAYURI          | Mitsuru Wakabayashi/Shinya Saitou                    | 4:33 |
| 6.  | Chinmoku no Kajitsu (沈黙の果実)                                  | Shihoi          | Shihoi/Renka Amou                                    | 3:52 |
| 7.  | Brand New Tops                                                    | Yūmao           | Tomoya Miyabi                                        | 4:34 |
| 8.  | Shounen (少年)                                                    | Toshirou Yabuki | Toshirou Yabuki/Toshirou Yabuki, Tsutomu Ouhira      | 4:41 |
| 9.  | Gimmick Game                                                      | Hibiki          | Junpei Fujita                                        | 4:22 |
| 10. | Dancing in the velvet moon (TRY AGAIN)                            | Nana Mizuki     | Noriyasu Agematsu/Noriyasu Agematsu, Masato Nakayama | 4:32 |
| 11. | ray of change                                                     | Kazunori Saita  | Kazunori Saita/Kouichiro Takahashi                   | 4:22 |
| 12. | Shin'ai (深愛)                                                    | Nana Mizuki     | Noriyasu Agematsu/Hitoshi Fujima                     | 4:55 |
| 13. | Aoki Hikari no Hate -Ultimate Mode- (蒼き光の果て-ULTIMATE MODE-) | Junko Tsuji     | Shunsuke Matsui/Hitoshi Fujima                       | 4:27 |
| 14. | Astrogation                                                       | Hibiki          | Jun Suyama                                           | 4:33 |
| 15. | Yume no Tsuzuki (夢の続き)                                        | Nana Mizuki     | Nana Mizuki/Junpei Fujita                            | 5:16 |

| 1. | Yozakura Oshichi (歌姫華仕置)        |  |
| 2. | Kawachi Otoko Bushi (疾風の奈々参上) |  |
| 3. | MAKING                               |  |